# Dhanusa dham
Dhanusa dham (nep. धनुषाधाम नगरपालिका) – gaun wikas samiti w środkowej części Nepalu w strefie Dźanakpur w dystrykcie Dhanusa. Według nepalskiego spisu powszechnego z 2011 roku liczył on 1636 gospodarstw domowych i 8662 mieszkańców (4658 kobiet i 4004 mężczyzn).